# Gintaras Kryževičius
Gintaras Kryževičius (* 28. April 1962 in Vilnius) ist ein litauischer Jurist, Richter, ehemaliger Gerichtspräsident von LVAT und Gerichtspräsident des Obersten Gerichts Litauens (LAT).

## Leben
Nach dem Abitur 1980 an der Mittelschule absolvierte  Kryževičius von 1980 bis 1985 das Diplomstudium der Rechtswissenschaften an der Universität Vilnius. März 2009 lernte er an der Universität Oxford im Gebiet des EU-Wettbewerbsrecht.
Vom Dezember 1989 an war er Richter im 3. Kreisgericht Vilnius, ab 9. Februar 1995 Richter im Bezirksgericht Vilnius, ab 28. April 1999 Richter des Appellationsgericht Litauens, vom Januar 2001 bis zum Juni 2007 Richter des Lietuvos vyriausiasis administracinis teismas (LVAT), vom April 2001 bis zum 5. Oktober 2006 stellvertretender Gerichtspräsident von LVAT. Ab dem 19. Juni 2007 war er Richter und vom 5. November 2009 bis Januar 2014 Gerichtspräsident des Obersten Gerichts Litauens. Von April 2017 bis 2022 war er Gerichtspräsident von LVAT.

## Familie
Kryževičius ist seit Oktober 2006 geschieden und hat einen Sohn.